# 胡辛 (切爾尼希夫區)
51°27′2″N 31°13′22″E / 51.45056°N 31.22278°E

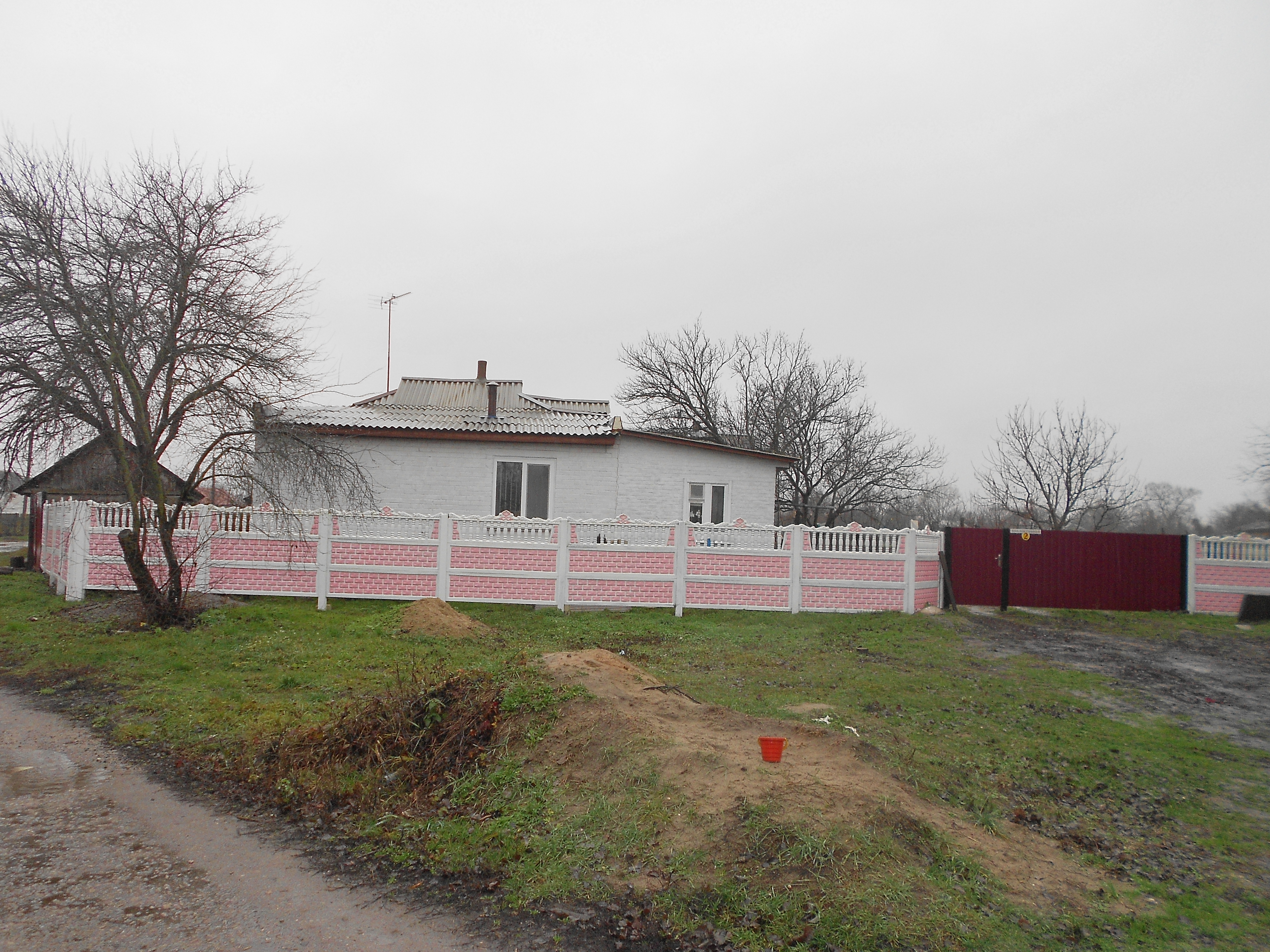
民居

胡辛（烏克蘭語：Гущин），是烏克蘭北部切爾尼希夫州切爾尼希夫區基因卡市镇的村落。始建於1634年，面積0.37平方公里，海拔高度114米，2001年人口111，人口密度每平方公里300.8人。